# American Eagle (berg- och dalbana)
American Eagle är en berg- och dalbana, placerad i nöjesparken Six Flags Great America. Banan tillverkades av Intamin AG och togs i drift 1981, då som världens snabbaste berg- och dalbana. Även om det rekordet inte står sig längre, innehar American Eagle ett par andra rekord fortfarande. Banan är en så kallad tvillingbana, vilket innebär att två stycken identiska banor löper bredvid varandra hela varvet runt.

## Världsrekord
Tidigare världsrekord
- Snabbaste berg- och dalbanan fram till 1988 (7 år)
- Högsta fallhöjd på en berg- och dalbana fram till 1988 (7 år)
- Högsta träbanan fram till 1985 (4 år)
- Snabbaste träbanan fram till 2000 (19 år)
- Högsta fallhöjd på en träbana fram till 1991 (10 år)

Nuvarande världsrekord
- Snabbaste tvillingbanan
- Längsta tvillingbanan
- Högsta fallhöjd på en tvillingbana